# Ипохондрия
Ипохо́ндрия (от др.-греч. ὑπο-χόνδριος — «область под грудиной», также «болезненные ощущения под грудиной» ← др.-греч. ὑπο — «под» + др.-греч. χόνδρος — «хрящ», в т. ч. «хрящи грудины») (ипохондри́ческое расстро́йство, ипохондри́ческий невроз, ипохондри́ческий синдро́м) — состояние человека, проявляющееся в постоянном беспокойстве по поводу возможности заболеть одной или несколькими соматическими болезнями, жалобах или озабоченности своим физическим здоровьем, восприятии своих обычных ощущений как ненормальных и неприятных, предположениях, что, кроме основного заболевания, есть какое-то дополнительное. При этом человек может считать, что знает, какое у него «на самом деле» заболевание, но степень его убеждённости обычно раз от раза меняется, и он считает более вероятным то одно заболевание, то другое.

## Этимология
Название расстройства происходит от др.-греч. ὑποχόνδριον — подребе́рье. В древности считалось, что в данной области локализуется болезненный источник этого состояния. Впервые термин «ипохондрия» был введён во врачебную практику свыше 2000 лет назад и означал соматическое заболевание, поражающее эту область. Позднее его использовали для обозначения различных соматических заболеваний — вплоть до XVII века, когда некоторые разновидности меланхолии стали называть ипохондрией. В дальнейшем термин «ипохондрия» начали применять при многих психических расстройствах, пока значение этого термина не сузилось и ипохондрией не стали называть ложную убеждённость человека в наличии у него заболевания.
На данный момент в международном классификаторе болезней (официально используемом и в России) принято название «ипохондрическое расстройство», ранее в МКБ-9, существовала отдельная рубрика – «ипохондрический невроз» (300.7).

## Классификация
Согласно МКБ-10, в современных психологии и психиатрии ипохондрия считается психическим расстройством. Первичная ипохондрия называется «ипохондрическим расстройством» и относится к расстройствам соматоформного типа («F45. Соматоформные расстройства»). Это означает, что она, во-первых, обратима, а во-вторых, является соматизированным расстройством, то есть сопровождается изменениями в работе физиологических (соматических) механизмов. Однако ипохондрия может быть и вторичной по отношению к аффективному расстройству.

## Симптоматика и осложнения
Ипохондрические опасения относятся чаще всего к сердцу, желудочно-кишечному тракту, половым органам и головному мозгу.
Для диагностики ипохондрического расстройства по МКБ-10 требуется присутствие упорного убеждения в наличии не более двух серьёзных соматических болезней (телесных, а не психических заболеваний), которое наблюдается минимум 6 месяцев. При этом озабоченность убеждением в существование болезни или болезнях должна вызывать постоянные страдания или социальную дезадаптацию в повседневной жизни. Также должны наблюдаться упорные отказы принять врачебные заверения в отсутствии физических причин соматических симптомов.
Автономность физиологических функций может нарушаться, если внимание постоянно направлено на состояние организма. Под влиянием психики могут возникать сбои в работе организма. Автономные функции органов контролируются с заботой и страхом. Вследствие этой патологической обращённости внимания и тревожной установки могут нарушаться функции вегетативно иннервируемых систем, поскольку автономная регуляция подвержена влиянию эмоций.
Ипохондрия может приводить к самым печальным последствиям; в Русском биографическом словаре Половцева утверждается, что именно приступ этой болезни стал причиной самоубийства архимандрита Задонского Рождество-Богородицкого монастыря Русской православной церкви Иннокентия Алексеева.

## Условия возникновения
К развитию ипохондрии чаще всего располагают определённые особенности личности, такие как депрессивность или тревожность и мнительность. 
Ипохондрия часто бывает вторичной по отношению к другому, обычно аффективному, психическому расстройству. Высказывалось предположение, что ипохондрические расстройства в случаях, когда отсутствуют явные аффективные симптомы, обусловлены «маскированной депрессией». Ипохондрия также может быть и первичным расстройством с основным симптомом — ложной озабоченностью здоровьем, по отношению к которому депрессивные симптомы являются вторичными.
Изменения в поведенческой, когнитивной, соматической и аффективной сферах, характерные для ипохондрического расстройства, поддерживают тревожность, которая в свою очередь приводит к возникновению у пациента всё большего количества негативных мыслей; таким образом формируется порочный круг.
Существует предположение, что ипохондрия обусловлена патологически изменёнными глубинными убеждениями пациента и возникающими на их основе предположениями, установками и правилами. Эти искажённые представления о болезни и здоровье могут возникать вследствие перенесённого заболевания или наблюдения за течением той или иной болезни у близких либо друзей. К искажённым представлениям о значении симптомов можно отнести, например, такие: «Физические симптомы всегда являются признаком физического заболевания»; «Я похожа на свою мать, умершую от рака, значит, у меня тоже должен развиться рак»; «Откуда врачу знать, что у меня всё в порядке, если он не сделал никаких анализов»; «Со мной должно случиться что-то плохое». Провоцирующие факторы (например, возникновение каких-либо соматических симптомов) приводят к активизации этих убеждений, ложной интерпретации и непроизвольным негативным мыслям.

## Лечение
Подход к ипохондрическим больным затрудняется тем, что они относят своё страдание к физическим заболеваниям и стараются найти все данные для подтверждения этого мнения. В большинстве случаев показана психотерапия, в частности когнитивно-поведенческая терапия. Для устранения тревожных мыслей о возможном заболевании могут применяться такие методы в рамках когнитивно-поведенческой терапии, как «остановки мысли», когнитивное реструктурирование, экспозиция и предотвращение реакций, выявление и реатрибуция основных убеждений и предпосылок.
Если психотерапия не приносит результата, врачебные усилия направляются на то, чтобы уменьшить значимость ипохондрических опасений. Медикаментозное лечение в большинстве случаев противопоказано, поскольку усиливает убеждение больного, что его проблемы имеют соматические причины. Однако при тяжёлой ипохондрической симптоматике, которая приближается к бредовому уровню, может применяться комбинация амитриптилина или миансерина с пимозидом.